# Eviphidoidea
Super-famille
Les Eviphidoidea Berlese, 1913 sont une super-famille d'acariens Mesostigmata. Elle contient cinq familles et plus de 500 espèces.

## Classification
- Eviphididae Berlese, 1913
- Macrochelidae Vitzthum, 1930
- Megalolaelapidae
- Pachylaelapidae Berlese, 1913
- Parholaspididae Evans, 1956